# خالد سليم إل عابد
خالد سليم إل عابد، هو لاعب كرة قدم هولندي في مركز الدفاع، ولد في 24 مايو 1993 في أمستردام في هولندا. لعب مع توب أوس.

## وصلات خارجية
- خالد سليم إل عابد على موقع قاعدة بيانات كرة القدم.إي يو (الإنجليزية)
- خالد سليم إل عابد على موقع Soccerway.com (الإنجليزية)